# Совхозний (Адамовський район)
Совхо́зний (рос. Совхозный) — селище у складі Адамовського району Оренбурзької області, Росія.

## Населення
Населення — 891 особа (2010; 1009 у 2002).
Національний склад (станом на 2002 рік):
- казахи — 43 %
- росіяни — 42 %